# 南投荔枝王
23°55′02″N 120°38′22″E / 23.917203°N 120.639341°E
南投荔枝王，位於臺灣南投縣南投市福山里、八卦台地，為臺灣最老的黑葉荔枝樹群，被當地人視為神樹。

## 樹況

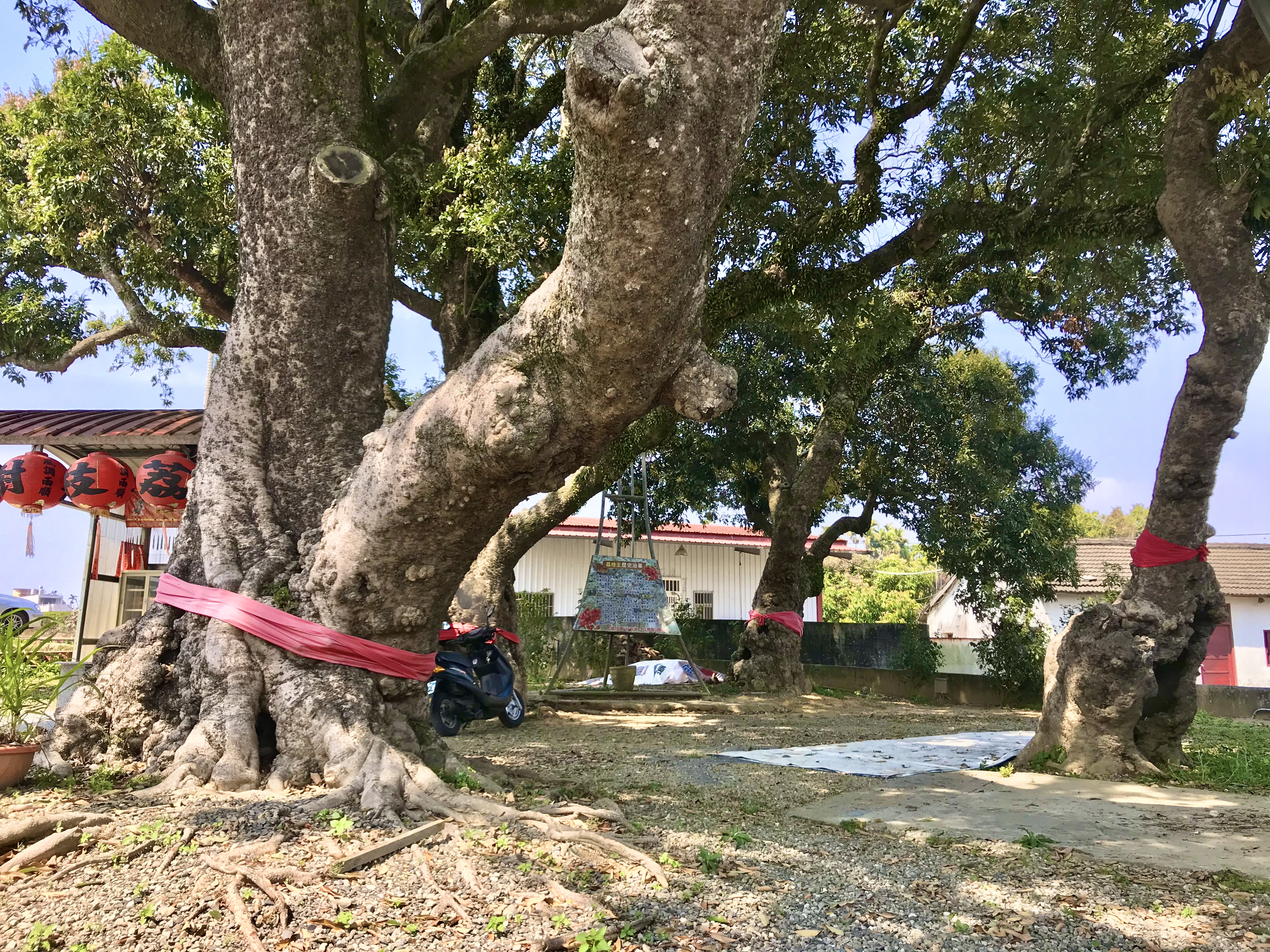
樹下

南投市福山里八卦路686巷63弄旁有四棵老荔枝樹。地方人士相傳數百年前，五名施姓兄弟從中國大陸帶樹苗來臺灣，航途遇上颱風，兩人溺水身亡，其餘三兄弟到此栽植，原有十三棵，後僅五株存活。八卦山土壤為紅土，本質不適合栽種荔枝。
隨著施姓家族在此開枝散葉，當地地名又稱「施厝坪」、「荔枝腳」。連年獲得日內瓦世界菸酒評鑑會特等金質獎章的南投酒廠荔枝酒就是取材於南投市八卦山脈生產的荔枝。
施厝坪的施姓家族沒落後，土地賣給柯姓家族，但柯姓家族人員眾多，散居各地，荔枝王樹群長年缺乏管理，開花期後落果嚴重。1998年左右，其中一棵枯死。還有一棵遭雷擊，左半邊樹幹斷裂。
依中興大學教授歐辰雄在2004年4月23日的量測，最大棵胸圍有430公分，最小約320公分。當時他推估這些樹樹齡介於兩百七十至四百七十二年間，為臺灣最老的黑葉荔枝樹。該年，《南投縣樹木保育自治條例》公告施行，市公所將荔枝王列冊為珍貴老樹。
2004年7月27日，因桿菌造成荔枝王得白露病，市長李朝卿與生物科技專家洪驊前來會勘。次年，公所找農委會林業試驗所和台灣大學實驗林場專家，替老樹治病。2005年12月，縣府生態保育課替縣內的玉峰村芒果神木、南崗樟樹公等樹排定該月的搶救時程，但南投荔枝王則因地主要求徵收，所以須協商，坪頂七股神木則搶救日期另定。
李朝卿任南投市市長期間，請荔枝產銷班班長曾文鎮專責管理荔枝王，經噴藥施肥和修枝剪葉， 重新讓樹結果纍纍、滿樹通紅。

## 觀光

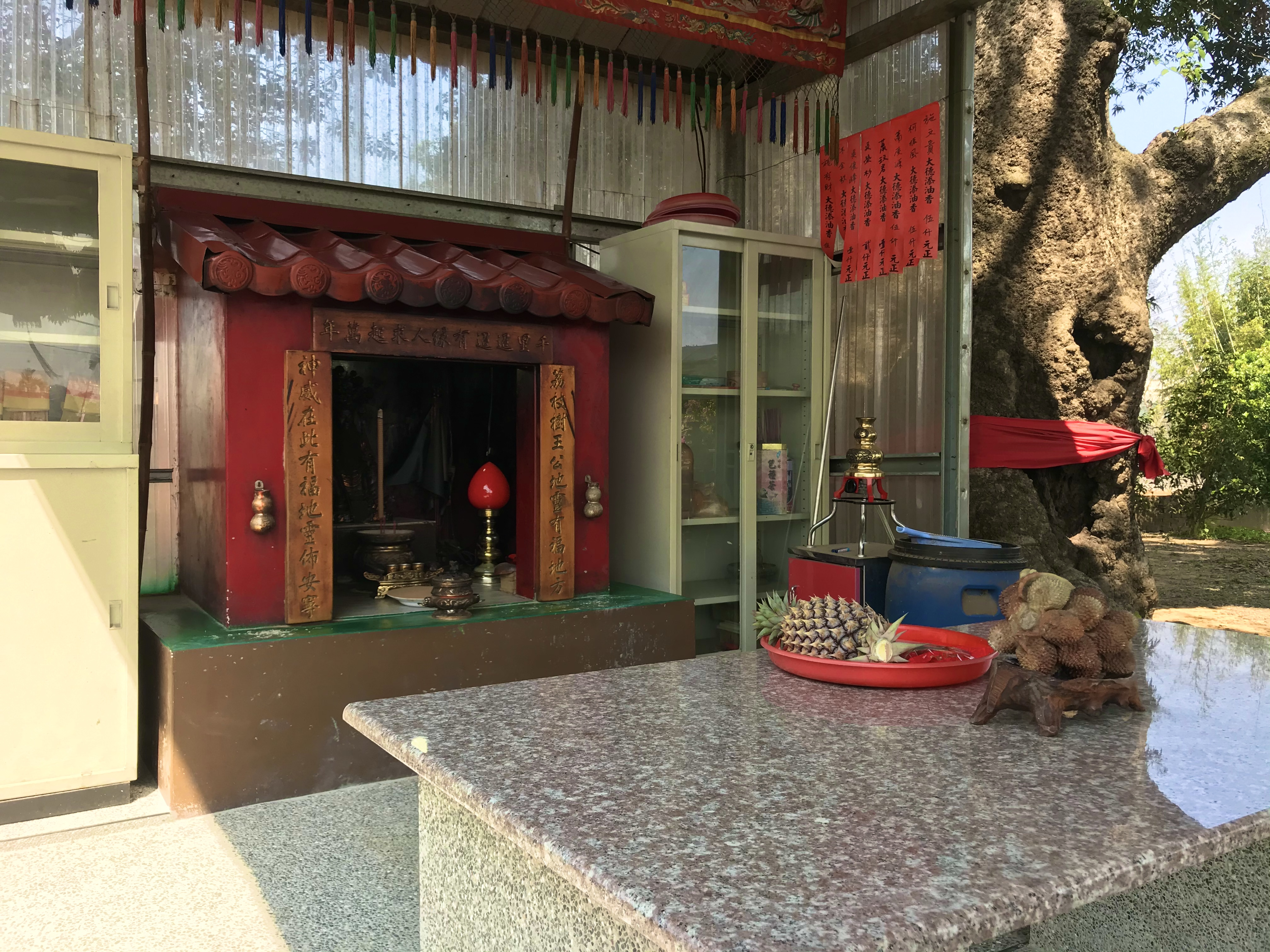
樹王公廟

1995年，南投市公所將此樹群與猴探井、南投鳳山寺、老樟母女樹列為八卦山風景區的遊憩定點，委由建築師規劃相關遊憩設施。2000年，八卦山風景區管理所規劃三條一日遊路線，其中乙線為施厝坪產業之旅，包含此些荔枝樹。
2002年3月，埔里酒廠廠長王武憲調任南投酒廠，為因應臺灣省菸酒公賣局民營化，舉行各類推銷酒類的活動。該年12月28日，酒廠為促銷荔枝酒及地方觀光產業，在八卦台地舉行路跑，並由酒廠員工祭拜荔枝樹王、還演出唐明皇為了討楊貴妃歡心送荔枝的行動話劇，李朝卿也參加。 
2004年6月27日到7月4日，南投市公所舉辦南投市黑葉荔枝節，將荔枝王的果實按顆拍賣，叫價超過一萬元的得標人，由李朝卿親頒荔枝藝術品。該年6月27日上午，時任臺北市市長馬英九在荔枝王前以底價一萬元拍賣一顆荔枝果。一位鹿谷鄉鄉民以新臺幣九萬九千元標下。拍賣過程中，馬英九誤以為荔枝王果實是給他吃，剝開皮後才知道搞錯，便以兩千元賠償。當地耆老陳溪表示，每次舉辦荔枝節活動時，鄉間小路擠滿人潮、攤販，熱鬧滾滾，來買鳳梨酥的遊客也會順路到荔枝王景點。2012年6月28日，荔枝王園區7月1日啟用前，由南投市民代表石杏國、地主柯振風、柯啟明兄弟四個人一起牽手將荔枝樹圍住，證明荔枝王的樹幹直徑超過1.5公尺。當天7月1日，南投市長許淑華拍賣果實，由亞伯泰科技董市羅志成以十萬零一元標下。